# Pastorie (Kampenhout)

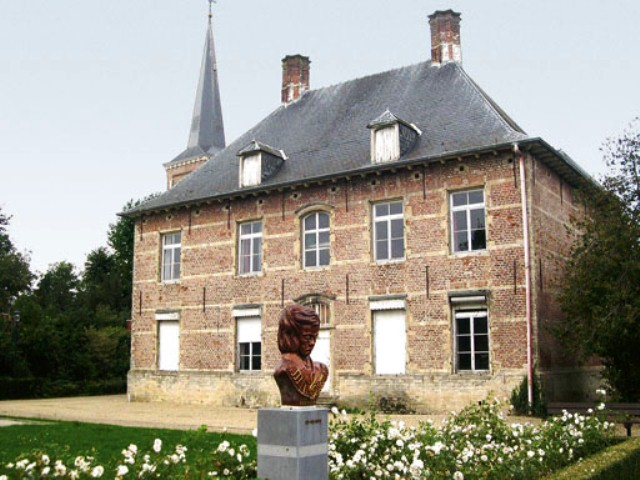
Voormalige pastorie

De pastorie is een bouwwerk in de Vlaams-Brabantse plaats Kampenhout, gelegen aan Dorpsstraat 11 en Gemeentehuisstraat 9.
In 1638 was er al een kleine pastorie, die tot een soort garage werd verbouwd en in verval is. Dit gebouwtje staat in de voormalige pastorietuin.
De latere pastorie werd in 1755 gebouwd in baksteen met witte zandsteen. Het gebouw heeft een tentdak waarop zich een tweetal schoorstenen bevinden. De pastorie heeft enkele steekboogvensters, wat een kenmerk is van het classicisme.
In 1995 werd de pastorietuin heraangelegd als publiek plantsoen. In 2001 werd hierin een standbeeld van Ludwig van Beethoven geplaatst. De pastorie heeft een dertigtal jaren leeggestaan en raakte in verval. In 2018 werd hij gerestaureerd in de oorspronkelijke stijl.